# Moluckerna

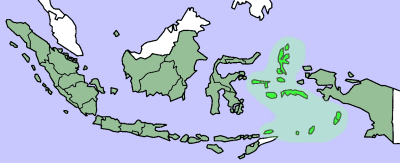
Översiktskarta över Indonesien, Moluckerna i ljusgrönt

Moluckerna, tidigare även Kryddöarna (indonesiska: Malukua) är en ögrupp, samt också namnet på en provins, i östra Indonesien. Ögruppen omfattar cirka 1000 öar med en sammanlagd yta på 74 500 km2 och har en befolkning om 2,3 miljoner invånare (2010).

## Geografi
Moluckerna ligger i östra Indonesien mellan Sulawesi, Timor och Nya Guinea och har en sammanlagd yta på 74 500 km2. Många av de runt 1000 öarna är bergiga och av vulkaniskt ursprung. Regnskogen som täckt öarna har avverkats i stor omfattning.

## Befolkning
Befolkningen på 2,3 miljoner individer kommer från olika håll och talar i huvudsak austronesiska språk. På huvudön Ambon bor 460 000 invånare (2012). Den huvudsakliga försörjningen bygger på odling av kopra och kryddor samt skogsbruk, gruvor och fiske.

## Historia
Redan under 1200-talet var kryddan muskot känd i Europa. Arabiska köpmän sålde kryddan och européerna visste inte varifrån kryddan kom. Den kom från Bandaöarna i Moluckerna. Även kryddnejlikor var en eftertraktad krydda som odlades på kryddöarna. Kryddorna fraktades västerut från Melaka till Europa. 
Portugiserna och spanjorerna expanderade i Asien kring år 1500 för att få kontroll över kryddhandeln. Portugiserna lokaliserade Bandaöarna 1511 och ingick 1512 en allians med sultanen av Ternate. Bandaöarnas läge betraktades som en portugisisk statshemlighet eftersom man fruktade att Spanien skulle göra anspråk på Moluckerna. Under resten av 1500-talet låg portugiserna i krig mot spanjorerna och olika lokala makthavare. 1599 nådde en nederländsk flotta tillhörande Holländska Ostindiska Kompaniet Bandaöarna. Efter en massaker i Ambon 1632 övertog nederländare makten över öarna och organiserade ett strikt monopol vad gäller kryddproduktion och handel. Först när nederländarna på 1800-talet också tog makten över övriga öar i området förlorade Moluckerna i betydelse.
Under andra världskriget ockuperades öarna av Japan i februari 1942. Under hösten 1944 erövrade amerikanerna Morotai. 1950 kom Moluckerna under den självständiga staten Indonesiens kontroll. Ambon vägrade ansluta sig och utropade sig till en självständig republik, omfattande Sydmaluku, men indonesiska styrkor stoppade den självständiga staten. Befolkningens krav på ökad politisk självständighet har ökat och under 1998-98 förekom stridigheter mellan lokalbefolkningen och invandrade grupper för Sulawesi. Stridigheterna skördade flera hundra dödsoffer på Ambon och Kai-öarna.

## Administrativ indelning
Förvaltningsmässigt delas området i två provinser: Traditionellt skiljer man inom Moluckerna mellan en nordlig grupp öar med Halmahera, Morotai, Ternate, Bacan (Batjan) och Obi och en sydlig med bl.a. Seram (Ceram), Buru, Ambon och Bandaöarna. Dessutom ingår Aruöarna längst i sydöst i provinsen, liksom Sulaöarna i väster.
- Maluku (Sydmaluku) med de större öarna:
  - Ambon, huvudön, cirka 775 km²
  - Aruöarna, cirka 8 563 km²
  - Babaröarna, cirka 813 km²
  - Bandaöarna, cirka 180 km²
  - Buru, cirka 9 505 km²
  - Kaiöarna, cirka 1 420 km²
  - Letiöarna, cirka 750 km²
  - Seram, cirka 17 148 km²
  - Tanimbaröarna, cirka 5 620 km²
  - Wetaröarna eller Barat Dayaöarna, cirka 3 600 km²

- Maluku Utara (Nordmaluku) med de större öarna:
  - Bacan, cirka 5 416 km²
  - Halmahera, cirka 17 780 km²
  - Morotai, cirka 1 800 km²
  - Obi, cirka 2 520 km²
  - Sulaöarna, cirka 9 632 km²
  - Ternate, huvudön, cirka 110 km²
  - Tidore, cirka 106 km²